# Simulium vantshum
Simulium vantshum är en tvåvingeart som beskrevs av Chubareva 2000. Simulium vantshum ingår i släktet Simulium och familjen knott. Inga underarter finns listade i Catalogue of Life.